# Bern (Pennsylvania)
Bern  è una township degli Stati Uniti d'America, nella contea di Berks nello Stato della Pennsylvania. Secondo il censimento del 2000 la popolazione è di 6.758 abitanti.

## Società

### Evoluzione demografica
La composizione etnica vede una maggioranza della razza bianca (92,56%), seguita da quella afroamericana (4,66%) dati del 2000.
| township di Bern Popolazione |       |
| 2000                         | 6.758 |
| Stima al 2009                | 7.228 |